# Åke Petzäll
Åke Petzäll, född 3 juli 1901 i Borås, död 23 augusti 1957 i Lunds domkyrkoförsamling, var en svensk filosof. 
Petzäll var professor i praktisk filosofi vid Lunds universitet 1939–1957. Han var en föregångsman när det gällde att förmedla influenser från internationell forskning till svensk filosofi. Petzäll grundade den filosofiska tidskriften Theoria, som fortfarande utges. Han grundade också Institut international de philosophie. Petzäll var ordförande i Akademiska Föreningen 1945–1953. Han blev hedersledamot av Hallands nation 1945.
Åke Petzäll var son till fabrikör Claës Petzäll och bror till Erik Petzäll. Han gifte sig 1931 med gymnastikdirektören Astrid Ekman (1901-2001), dotter till Fredrik Gustaf Ekman, och deras barn är historikern Marie Nordström och journalisten Sophie Petzell. Petzäll är begraven på Råda kyrkogård i Härryda kommun.